# 808 Merxia
Merxia (asteroide 808) é um asteroide da cintura principal com um diâmetro de 32,49 quilómetros, a 2,3865805 UA. Possui uma excentricidade de 0,1303641 e um período orbital de 1 660,54 dias (4,55 anos).
Merxia tem uma velocidade orbital média de 17,97932718 km/s e uma inclinação de 4,71802º.
Este asteroide foi descoberto em 11 de Outubro de 1901 por Luigi Carnera.